# یواس‌ال‌اچ‌تی مریگولد
یواس‌ال‌اچ‌تی مریگولد (به انگلیسی: USLHT Marigold) یک کشتی بود که طول آن ۱۶۰ فوت (۴۹ متر) بود. این کشتی در سال ۱۸۹۰ ساخته شد.